# Marsz Stepowy
Marsz Stepowy (ros. Степной поход) – operacja wojskowa Kozaków Dońskich na początku 1918 roku podczas wojny domowej w Rosji.
Po samobójstwie atamana Aleksieja Kaledina 11 lutego 1918 r., którego oddziały ponosiły klęski w walkach z przeważającymi siłami bolszewickimi, utworzone zostało zgrupowanie wojskowe złożone z ocalałych Kozaków dońskich. Liczyło ponad 1,7 tys. ludzi, w tym ponad 600 konnych (w dużej części oficerów), 5 dział i 39 karabinów maszynowych. Całość podzielono na następujące oddziały:
- partyzancki oddział starsziny Emmanuiła Semiletowa (złożony z oddziałów starsziny Martynowa i Bobrowa oraz sotnika Choperskiego) – 700 ludzi,
- oddział piechoty płka Łysenkowa
- oddział konny starsziny Leniwowa
- oddział konny esauła Fiodora Nazarowa – ok. 250 ludzi,
- oddział płka Konstantina Mamontowa (złożony z oddziałów pułkowników Jakowlewa i Chorosziłowa) – ponad 200 pieszych i konnych,
- junkierski oddział konny esauła Nikołaja Sliusariewa – ok. 95 ludzi,
- atamański oddział konny płka Gieorgija Kargalskowa – ponad 90 ludzi,
- konno-oficerski oddział płka Czernuszenki – 85 ludzi,
- sztab-oficerska drużyna gen. Michaiła Bazawowa (złożona prawie w całości z generałów i wysokich oficerów sztabowych rezerwy) – ok. 115 ludzi,
- oficerska bojowa drużyna konna starsziny Michaiła Gniłorybowa – ok. 105 ludzi,
- sotnia inżynieryjna gen. Aleksandra Mollera – ok. 35 ludzi,
- artyleria gen. Iwana Astachowa (semiletowska bateria kpt. Szczukina, baterie esaułów Nieżiwowa i Kuzniecowa),
- szpital polowy.

Na czele zgrupowania stanął ataman pochodny gen. Piotr Popow, zaś funkcję szefa sztabu objął płk Władimir Sidorin. Wkrótce dołączył jeszcze oddział kałmucki gen. Iwana Popowa (sotnie płka Abramienkowa, starsziny Kostriukowa, podesauła Awramowa i sotnika Jamanowa). Przychodziły też grupy ochotników lub pojedynczy Kozacy. Pod koniec marca zgrupowanie osiągnęło liczebność ok. 3 tys. ludzi, w tym ok. 250 nieuzbrojonych. Przywódcy Kozaków dońskich postanowili przeprowadzić swoje oddziały w stepy salskie w celu uratowania przed wygubieniem z rąk wojsk bolszewickich. Tam mogliby do wiosny odbudować siły, uzyskać uzupełnienia i ponownie podjąć walkę.

## Przebieg
Marsz rozpoczął się 25 lutego 1918 r. bezładnym wyjściem oddziałów kozackich z Nowoczerkaska, który był już w tym momencie opanowany przez bolszewików. Obniżyło to znacznie morale uczestników marszu, z których pewna część zdezerterowała i rozeszła się do domów. Po przekroczeniu Donu w rejonie chutorów Arpaczin i Wieseły w ostatnich dniach lutego zgrupowanie przeszło reorganizację stając się Oddziałem Wolnych Kozaków Dońskich.
Pierwszym celem było zajęcie stanicy Wielikokniażeskiej. Główne siły pod dowództwem gen. Popowa ruszyły w kierunku na Kaznieny Most, zaś oddział płka Mamontowa, który miał wesprzeć atak, na chutory Solieny i Szara-Bulik oraz stanicę Płatowską. Po przejściu zamarzniętej rzeki Manycz rozpoznanie wykazało, że operuje tam oddział bolszewicki Dumienki złożony z miejscowych chłopów. W celu jego zniszczenia płk Mamontow rozkazał zaatakować chutory Solieny i Szara-Bulik, co zakończyło się sukcesem bez strat własnych. Do najpoważniejszej walki z oddziałami bolszewickimi doszło w rejonie stanicy Andriejewskiej podczas przekraczania rzeki Sał.

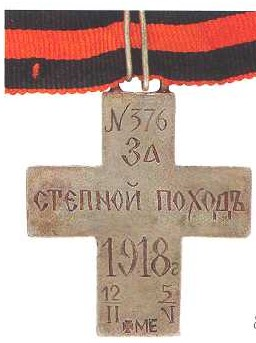
Krzyż Marszu Stepowego. Na awersie napis „za marsz stepowy” (ros. За Степной походъ 1918) z datami 12/II – 5/V.

Marsz zakończył się powrotem do Nowoczerkaska 22 kwietnia 1918 r. Nie wszyscy powrócili, gdyż część Kozaków dołączyła na początku marszu do Armii Ochotniczej gen. Antona Denikina. Były to oddziały wysłane w kierunku Rostowa nad Donem i Taganroga przez atamana Aleksandra Nazarowa. Straty w czasie pochodu wyniosły zaledwie 81 zabitych.
Dla uczestników marszu 26 kwietnia tego samego roku ustanowiono odznaczenie „Krzyża Marszu Stepowego”. Biorący udział w marszu byli jednymi z najaktywniejszych uczestników dalszych walk z bolszewikami, ponosząc bardzo duże straty. Większość z nich zginęła do maja 1919 r., zaś w chwili ewakuacji na Krym pozostało jedynie ok. 400.